# Wolfgang Zimmermann (Politiker)

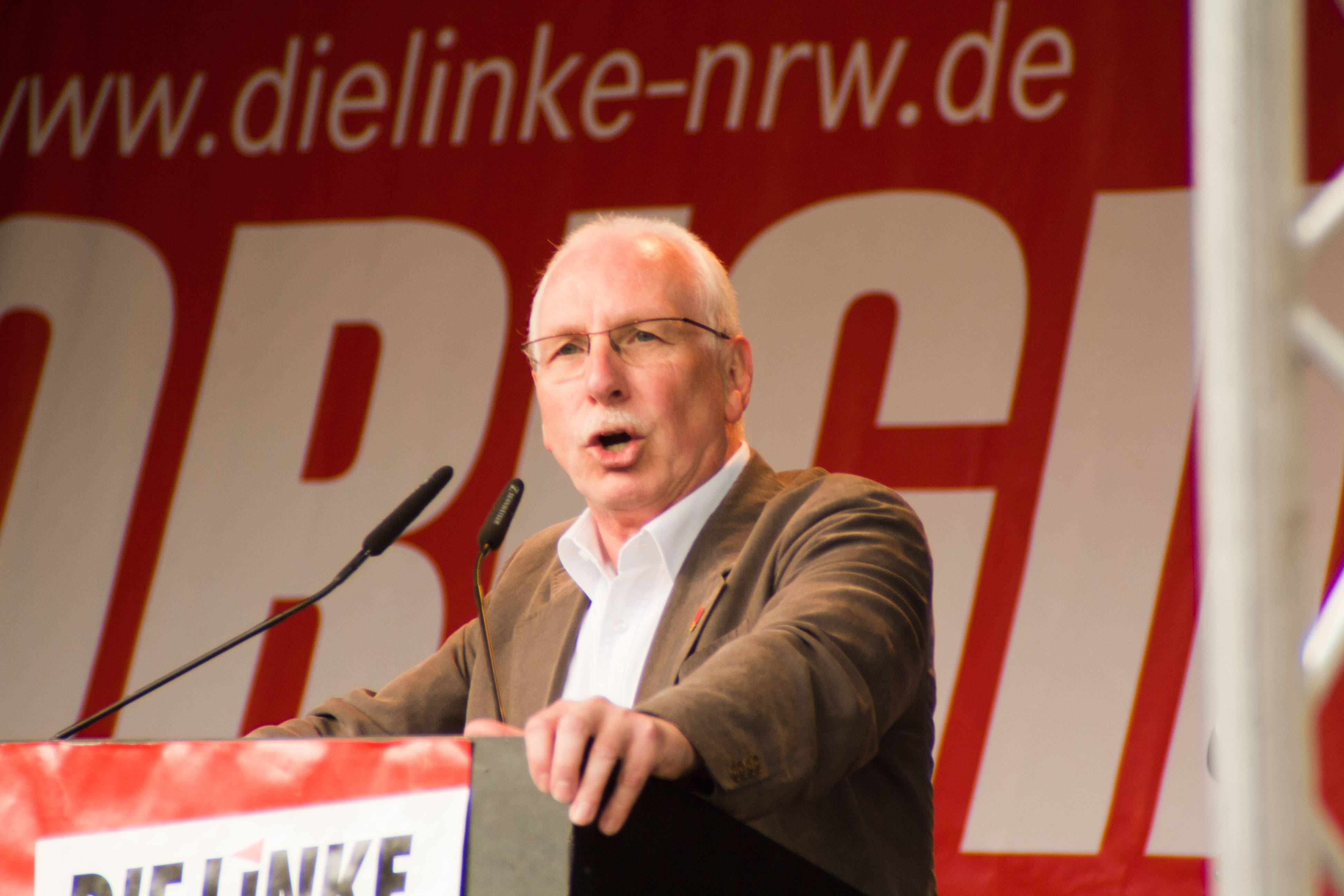
Wolfgang Zimmermann, 2010

Wolfgang Zimmermann (* 14. Dezember 1949 in Leichlingen (Rheinland)) ist ein deutscher Politiker und Gewerkschafter. Er war von 2007 bis 2010 Landessprecher und von 2010 bis 2012 Landtagsabgeordneter der Partei Die Linke in Nordrhein-Westfalen und Vorsitzender seiner Landtagsfraktion.
Zimmermann, seit 1973 Gewerkschafter (bis November 2010 Vorsitzender des ver.di-Bezirks Rhein-Wupper sowie bis März 2011 Mitglied des ver.di-Landesbezirksvorstandes NRW) und bis Mai 2010 freigestellter Personalratsvorsitzender in der LVR-Klinik Langenfeld, hatte vor seinem Eintritt in die WASG parteipolitische Erfahrungen bei der PDS gesammelt und ist Mitglied der sozialistischen Gruppe isl.
Er löste im Juni 2005 Hüseyin Kenan Aydın als Landessprecher der WASG Nordrhein-Westfalen ab. Im November 2005 wurde Zimmermann, ebenso wie seine gleichberechtigte Kollegin Katharina Schwabedissen, als Landessprecher wiedergewählt.
Auf dem Fusionsparteitag der WASG mit der Partei Die Linke NRW in Gladbeck am 20. Oktober 2007 bekam Zimmermann 256 von 287 Stimmen bei der Wahl zum Landessprecher. Er teilte sich das Amt bis zum 18. Oktober 2008 mit Ulrike Detjen. Auf dem Landesparteitag der Partei Die Linke NRW am 18. Oktober 2008 in Essen wurde er mit 156 von 226 Stimmen erneut zum Sprecher gewählt. Nach dem Ausscheiden von Ulrike Detjen amtierte er bis Juli 2010 wieder gemeinsam mit Katharina Schwabedissen.
Bei der Landtagswahl in Nordrhein-Westfalen 2010 zog Wolfgang Zimmermann als Zweitplatzierter der Landesliste seiner Partei in den Landtag von Nordrhein-Westfalen ein. In ihrer konstituierenden Sitzung wählte die Fraktion der Linken Wolfgang Zimmermann neben Bärbel Beuermann zum Fraktionsvorsitzenden.
Auch zur Landtagswahl 2012 wurde Wolfgang Zimmermann von seiner Partei auf den zweiten Platz der Landesliste gewählt. Während des Wahlkampfs wurde im Laufe einer ärztlichen Untersuchung ein Lungenkarzinom festgestellt. Die Partei hielt trotz des Ausfalls im Wahlkampf an seiner Kandidatur fest. Mit dem Scheitern der Linken an der Fünf-Prozent-Hürde bei dieser Wahl schied er aus dem Landtag aus.
Zimmermann verfasst in unregelmäßigen Abständen Artikel für die Sozialistische Zeitung. Er ist organisiert in der Antikapitalistischen Linken (AKL), einem parteilinken Strömungszusammenschluss.